# Kwas arachidowy
Kwas arachidowy (C20:0) – organiczny związek chemiczny, należący do nasyconych kwasów tłuszczowych. Występuje w orzeszkach arachidowych (ziemnych) i w oleju arachidowym (w ilości 1,1–1,7%). W wyniku dwukrotnej β-ketooksydacji powstaje z niego kwas palmitynowy.